# Юки езици
Езиците юки (известни още и като юки-уапо или уапо-юки) представляват малко езиково семейство на индианските народи от западна част на американския щат Калифорния. Това езиково семейство е съставено само от два члена: юки (Yuki) и уапо (Wappo). И двата езика понастоящем са мъртви, като малобройните представители на племената, говорили някога на тези езици, сега употребяват английски език.
Езиците уапо и юки значително се различават граматически и лексикално, което е довело до не малко спорни теории за тяхната взаимовръзка. Освен това народите уапо и юки значително се различават в културно и дори в антропологично отношение. Предполага се, че двата езика се разделят в периода 2000 – 1000 г. пр.н.е.
Юки и уапо са вероятно истинските най-стари жители на Северна Калифорния. Двата народа вероятно се отделят преди 3000 години в резултат на пристигането на помо говорещи хора на тяхна територия. Препрото юките вероятно са свързани с пост археологическия модел датиращ от 9000 г. пр. н. ера. Комплекса Мендосино (3000 г. пр. н. ера), центриран около езерото Клеър е свързан със същинския юки. Уапо са свързани с няколко археологически комплекса.

## Класификация
- Уапо (5 диалекта)
- Юки
  - Юки
  - Крайбрежни юки
  - Хучном

Класификацията на езиците юки с езика уапо все още е спорна. Според някои учени уапо е съвсем различен език, който не бива да се свързва с юки. Данните на Уилям Елмендорф (1988) показват категорично, че тези езици са свързани и не толкова отдалечени един от друг.
Юки е товорен в района на средния ръкав на Ийл Ривър. Хучном е говорен южно от Ийл Ривър и Крайбрежните юки говорен в района на залива Мендосино. Итрите са диалекти на езика юки и са частично взаимно разбираеми. Уапо е говорен в областта на долината Александър и долината Напа. Езика е с 5 диалекта, всичките взаимно разбираеми. Отделно от това в езика уапо има навлезли много заемки от съседните езици като Езерни миуок, Крайбрежни миуок, източни помо, югоизточни помо, южни помо и от езиците Уинту.

## Връзка с други езици
Малкото езиково семейство се счита обикновено, че не е свързано с други езици. Има обаче няколко предложения за такава връзка. Едната е на Алфред Крьобер, който посочва структурни прилики на юки с Йокутските езици, но не намира доказателства за генетична връзка между тях. По-късно се предлага връзка с някои Хокански и Пенутийски езици, също без доказателства за генетична връзка. Споменават се и някои структурни прилики, подсказващи ранно влияние на Атабаските езици върху Юки или бегла връзка със Сиукските езици. През 1929 г. Едуард Сапир поставя езиковото семейство в своята класификация на индианските езици в групата Хокан–сиу, без да се обоснове. Други учени също предлагат подобни връзки, но за нито една от тях няма доказателства за генетична връзка.